# SCR J0740−4257
SCR J0740−4257是一顆位於船尾座附近的紅矮星，距離地球約26光年。